# Verband Österreichischer Höhlenforschung
Der Verband Österreichischer Höhlenforschung (kurz VÖH; bis  2022: Verband Österreichischer Höhlenforscher) ist  die Dachorganisation der höhlenkundlichen Organisationen Österreichs. Derzeit umfasst der seit 1949 bestehende Verband 25 höhlenkundliche Vereine mit insgesamt ca. 2000 Mitgliedern sowie 32 Schauhöhlen (Stand 2024). Der Vereinssitz ist in Wien.
Der Verband koordiniert die Aktivitäten seiner Mitgliedsvereine und führt selbst karst- und höhlenkundliche Forschungsprojekte durch. Er gibt gemeinsam mit dem Verband der deutschen Höhlen- und Karstforscher das peer-reviewte Journal Die Höhle – Zeitschrift für Karst- und Höhlenkunde heraus und besitzt mit den Beiheften zur Zeitschrift Die Höhle eine eigene Buchreihe. Weiters werden Verbandsnachrichten, Karstverbreitungs- und Karstgefährdungskarten und die Schriftenreihe Speldok publiziert. Der Verband unterhält eine Bibliothek und führt Schulungs- und Informationsveranstaltungen durch. In Zusammenarbeit mit der Karst- und Höhlenkundlichen Arbeitsgruppe am Naturhistorischen Museum Wien führt der Verein das Österreichische Höhlenverzeichnis.
Der Verband ist u. a. Mitglied der Union Internationale de Spéléologie, des Verbands der wissenschaftlichen Gesellschaften Österreichs und des Umweltdachverbands. Als alpiner Verein betreut der Verband auch Schutzhütten, pflegt Wanderwege und ist Mitglied in der Österreichischen Bergsteigervereinigung, wodurch er am Österreichischen Gegenrecht teilnimmt. Im Sinne des Höhlenschutzes wird auf die große Bedeutung der Karstgebiete als sensible Naturräume, besonders im Hinblick auf die Wasserversorgung aus Karstgebieten im Alpenraum hingewiesen.

## VÖH-Hütten
Die VÖH Schutzhütten sind die Emmahütte und die Gasselhütte.